# Карельский сельсовет
Карельский сельсовет — сельское поселение в Моршанском районе Тамбовской области Российской Федерации.
Административный центр — село Карели.

## История
Статус и границы сельского поселения установлены Законом Тамбовской области от 17 сентября 2004 года № 232-З «Об установлении границ и определении места нахождения представительных органов муниципальных образований в Тамбовской области».

## Население
| 2010  | 2012  | 2013  | 2014  | 2015  | 2016  | 2017  |
| ----- | ----- | ----- | ----- | ----- | ----- | ----- |
| 1561  | ↘1542 | ↘1509 | ↘1469 | ↘1440 | ↘1427 | ↘1394 |
| 2018  | 2019  | 2020  | 2021  |       |       |       |
| ↗1396 | ↘1361 | ↘1359 | ↗1419 |       |       |       |

## Состав сельского поселения
| № | Населённый пункт | Тип населённого пункта       | Население |
| - | ---------------- | ---------------------------- | --------- |
| 1 | Карели           | село, административный центр | ↗1419     |